# Haïti aux Jeux paralympiques d'été de 2024
Haïti participe aux Jeux paralympiques de 2024 à Paris, en France du 28 août au 8 septembre 2024. Il s'agit de sa 1re participation à des Jeux paralympiques

## Nombre d’athlètes qualifiés par sport
Voici la liste des qualifiés et sélectionnés par sport :
| Sport      | Hommes | Femmes | Total |
| ---------- | ------ | ------ | ----- |
| Athlétisme | 1      | 0      | 1     |
| Total      | 1      | 0      | 1     |

### Athlétisme
| Athlètes         | Épreuve             | Finale      | Finale |
| Athlètes         | Épreuve             | Performance | Rang   |
| ---------------- | ------------------- | ----------- | ------ |
| Ywenson Registre | Lancer du poids F57 | m           | e      |